# Gołańcz (gmina)
Gołańcz – gmina miejsko-wiejska w województwie wielkopolskim, w powiecie wągrowieckim. W latach 1975–1998 gmina położona była w województwie pilskim.
Siedzibą gminy jest Gołańcz.
Według danych z 30 czerwca 2004 gminę zamieszkiwało 8407 osób.

## Struktura powierzchni
Według danych z roku 2002 gmina Gołańcz ma obszar 192,13 km², w tym:
- użytki rolne: 76%
- użytki leśne: 15%

Gmina stanowi 18,46% powierzchni powiatu.

## Demografia

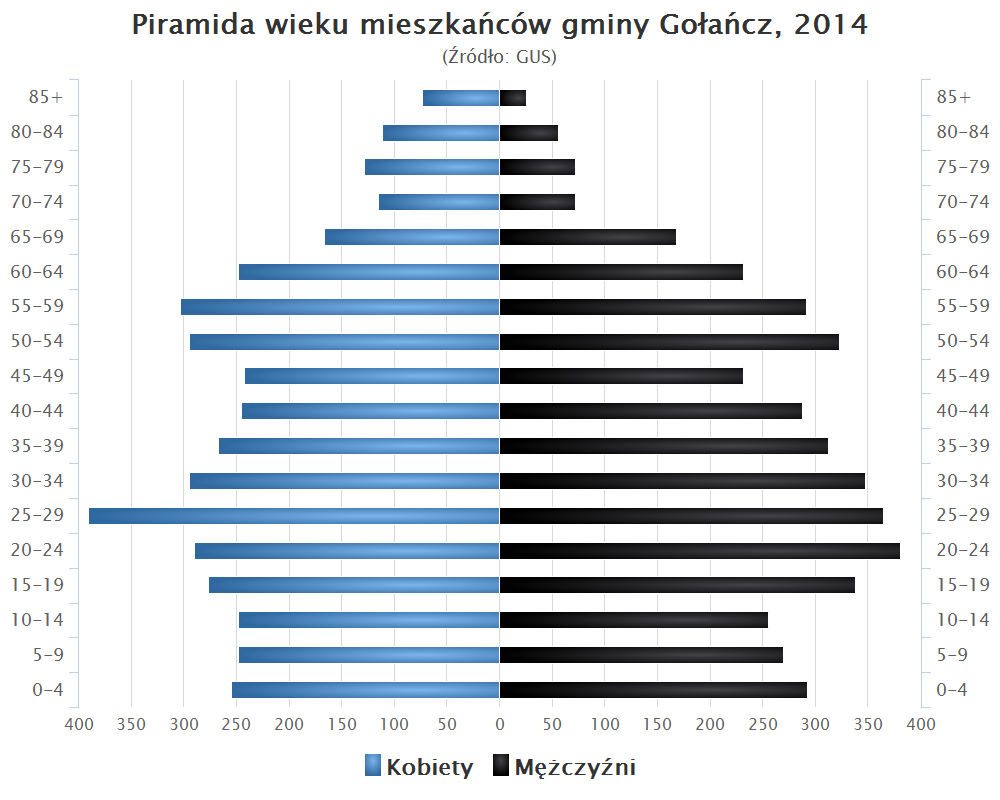
Piramida wieku mieszkańców gminy Gołańcz w 2014 roku

Dane z 30 czerwca 2004:
| Opis                              | Ogółem | Ogółem | Kobiety | Kobiety | Mężczyźni | Mężczyźni |
| --------------------------------- | ------ | ------ | ------- | ------- | --------- | --------- |
| jednostka                         | osób   | %      | osób    | %       | osób      | %         |
| populacja                         | 8407   | 100    | 4178    | 49,7    | 4229      | 50,3      |
| gęstość zaludnienia (mieszk./km²) | 43,8   | 43,8   | 21,7    | 21,7    | 22        | 22        |

## Sąsiednie gminy
Damasławek, Kcynia, Margonin, Szamocin, Wapno, Wągrowiec, Wyrzysk